# Bargain Hunt
Bargain Hunt is een Brits televisieprogramma dat sinds 2000 wordt uitgezonden op BBC One.
In het programma krijgen twee teams van elk twee personen (de 'roden' en de 'blauwen') £ 300 van de presentator. Ze gaan daarna onder begeleiding van een expert op een vlooienmarkt of antiekmarkt op zoek naar voorwerpen die met winst verkocht kunnen worden. Ze hebben hiervoor een uur de tijd. Een paar weken later worden de verzamelde goederen aangeboden op een veiling en wordt duidelijk welk team de wedstrijd wint. Het team dat het meest wint, of het minst verliest, heeft gewonnen.
In 2008 werd een serie uitgezonden, waarbij de teams werden gevormd door Britse beroemdheden. Het gewonnen geld werd daarbij geschonken aan een goed doel.

## Presentatoren en experts
Het programma werd tot 2004 gepresenteerd door David Dickinson. Vanaf 2003 tot 2015 was Tim Wonnacott presentator. Daarna zijn de experts bij beurten presentator. De experts zijn ervaren taxateurs, ze zijn veelal zelf antiquair of veilingmeester. Experts die meedoen aan het programma zijn onder meer David Barby, overleden in 2015, Philip Serrell, Pippa Deeley en Paul Hayes.